# احتیاط (فیلم ۲۰۱۷)
احتیاط (به انگلیسی: Prudence) فیلمی هندی محصول سال ۲۰۱۷ و به کارگردانی سیوا است. در این فیلم بازیگرانی همچون آجیت کومار، ویوک اوبروی، کجال آگاروال، آکشارا حسن و شارات ساکسنا ایفای نقش کرده‌اند.